# Гара Руфа
Гара Руфа (Garra rufa), известна още като риба доктор (на английски: nibble fish и red garra), е вид от рода cyprinid, който е местен за широк спектър от сладководни местообитания в субтропичните части на Западна Азия. Обикновено тази малка риба е с обща дължина до около 14 см, но местните индивиди могат да достигнат до 24 см.
В природата рибата доктор се храни с детрит, водорасли и малки животни (членестоноги и зоопланктон). От началото на 21 век тази риба е интегрирана в СПА лечението, където почиства най- горния слоя кожата (епидермиса) на пациенти с псориазис. Въпреки че е установено, че ползването на рибата лекар облекчава симптомите на псориазис, процедурата не е лечебна и не съществува лечение за псориазис. Използването на рибата като балнеолечение за широката общественост все още се обсъжда широко поради съображения за ефикасност и валидност.
- Риби доктор почистват потопени във водата крака
- Някои СПА курорти осигуряват големи водоеми с хиляди риби доктор в тях
- Риби доктор почистват ръка
- Риби доктор в естествена среда, водопада Erawan, Тайланд